# Clan Yamauchi
Le clan Yamauchi (山内氏) est une famille de daimyos du Japon médiéval, installée dans la province de Tosa, et possédant des terres dans la moitié sud de l'île de Shikoku. La province de Tosa est donnée à la famille en 1600 car Ieyasu Tokugawa veut remercier Kazutoyo Yamauchi de sa participation à la bataille de Sekigahara. La famille reste fidèle aux Tokugawa jusqu'à la fin du bakufu en 1868. Yamauchi Toyoshige, le chef du clan au moment de cette chute, est nommé chef de la préfecture de Kochi mais cette fois sous le règne impérial.

## Membres notables
- Yamauchi Moritoyo
- Yamauchi Kazutoyo
- Yamauchi Toyoshige